# En såningsman går där
En såningsman går där är en psalm om Guds ord av Anders Frostenson, skriven år 1958 och bearbetad av författaren år 1984. Texten bygger på Jesu liknelse i Lukasevangeliets åttonde kapitel om "de fyrahanda sädesåkrarna" - om säden (Guds ord) som sås vid vägen, bland törnen, på hälleberget (stengrunden) eller i den goda jorden. 
Melodin (F-dur, 6/8) är av Karl-Olof Robertson från 1976.

## Publicerad som
- Nr 66 i Den svenska psalmboken 1986, Cecilia 1986, Psalmer och Sånger 1987, Segertoner 1988 och Frälsningsarméns sångbok 1990 under rubriken "Ordet".
- Nr 207 i Finlandssvenska psalmboken 1986 under rubriken "Guds ord".